# Zimándi Pius
Zimándi Pius István (született Zillich István, Bezdán, 1909. augusztus 27. – Budapest, 1973. december 20.) magyar irodalomtörténész, pedagógiai szakíró.

## Életrajz
1928-ban Gödöllőn belépett a premontrei rendbe. A budapesti tudományegyetemen 1935-ben magyar–latin szakos tanári, 1936-ban doktori diplomát szerzett. 1943-ig gimnáziumban tanított Gödöllőn és Jászóváron, majd 1943-tól 1945-ig az PPKE-en a tanárképző intézetében tartott előadásokat. Tanulmányaiban főleg Péterfy Jenő életével és munkásságával foglalkozott. Rónay György a költő, a negyvenes évek végén a szerzetesek üldözése idején, Mandula utcai lakásán bújtatta.

1956-tól az MTA Nyelvtudományi Intézetének külső munkatársa.
Zimándi Pius értékes naplót vezetett az ötvenhatos fővárosi eseményekről; a kéziratot a Századvég könyvkiadó és az 1956-os Intézet közös kiadásban jelentette meg 1992-ben.

## Főbb művei
- Kazinczy véleménye kora irodalmáról (Budapest, 1936)
- Kódexirodalmunk és a társadalmi kérdések (Budapest, 1940)
- Magyar olvasmányok tárgyalása az alsó osztályokban; s.n., Gödöllő, 1941
- A magyar tanítása az ötödik osztályban; s. n., Gödöllő, 1942
- A magyar tanításának problémája és az érettségi (Budapest, 1943)
- Olvasmányföldolgozások a hatodikos magyar tanításhoz; s.n., Gödöllő, 1943
- A magyar írásbeli dolgozatok; s.n., Gödöllő, 1943
- Péterfy Jenő gimnáziumi évei (1860–1868). Részlet egy készülő életrajzból; s. n., Gödöllő, 1944
- Vázlatok Péterfy Jenő egyetemi éveihez (Budapest, 1948)
- A Toldi tanítása az általános iskolában (Budapest, 1948)
- Péterfy Jenő és baráti köre (Budapest, 1960)
- Péterfy Jenő élete és kora (Budapest, 1972)
- A forradalom éve. Krónika 1956-ból; szerk., jegyz., előszó Litván György; Századvég–1956-os Intézet, Budapest, 1992 ('56)
- Egy év története naplójegyzetekben. 1944. március 19–1945. március 17.; szerk., előszó Eschbach-Szabó Viktória, utószó Ungváry Krisztián; Magvető, Budapest, 2015 (Tények és tanúk 120.), ISBN 9789631432503
- Naplójegyzetek Kodolányi Jánosról. 1952. szeptember–1969. december. Kodolányi János és Zimándi Pius István levelezése; összeáll. Zimándi P. István; Szt. István Társulat, Budapest, 2017

## Hangjáték
A forradalom éve. Krónika 1956-ból című könyvéből 1994-ben Simonyi János rendezésében 10 részes rádiójáték készült: Krónika 1956-ról Szemelvények Zimándi Pius naplójából, elmondta: Garas Dezső.